# Ethan Rom
Pour les articles homonymes, voir Rom.
Ethan Rom (dont l'anagramme donne Other Man : Autre Homme) est un personnage fictif du feuilleton télévisé Lost : Les Disparus. Il est interprété par l'acteur William Mapother. 
Introduit dans la première saison, Ethan est le chirurgien des « Autres ». Il a infiltré les survivants du fuselage, se faisant passer pour l'un d'entre eux, jusqu'à ce qu'ils aient découvert sa véritable identité et qu'il enlève Charlie Pace et Claire Littleton alors enceinte. 

## Biographie fictive

### Avant le crash
Ethan, né en 1977 sur l'île au sein du Projet Dharma, est le fils d'Amy et Horace Goodspeed. En 1988, alors qu'il a 11 ans, Ethan a joint les « Autres » et aide Ben à enlever Alex, le bébé de Danielle Rousseau. Ethan a exercé en tant que chirurgien pour les « Autres ». Avant le crash du vol Oceanic 815, Ethan rencontre John Locke le jour de l'accident d'avion rempli de drogue. Ethan lui tire dans la jambe avant qu'un saut dans le temps ne déplace John, cependant Ethan ne se rappelle apparemment pas de sa rencontre dans le présent. Environ trois ans avant le crash, il voyage également de l'île à la Floride en sous-marin pour recruter Juliet Burke, avec l'aide de Richard Alpert. La femme d'Ethan meurt lors de son accouchement et son bébé ne survit pas.

### Après le crash
Quand le vol Oceanic 815 s'écrase sur l'île le 22 septembre 2004, il est chargé par son supérieur Benjamin Linus d'infiltrer les survivants du fuselage et de faire une liste des survivants.
Ethan effectue des prises de sang sur Claire afin de déterminer si elle rencontre des problèmes dans sa grossesse et part à la chasse avec Locke. Lorsque Hurley fait un recensement des survivants, Ethan prétend qu'il vient de l'Ontario. Mais Hurley découvre que le nom d'Ethan ne se trouvait pas sur la liste des passagers. Ethan enlève alors Claire et Charlie. Jack et Kate le rattrapent et il menace de tuer un des deux s’ils continuent à le poursuivre. Charlie est par la suite retrouvé pendu à un arbre, mais est toutefois réanimé et sauvé par Jack.
Ethan entraîne Claire à une station Dharma ayant comme symbole un Caducée, où elle est soumise à des examens médicaux tandis qu'une nurserie est prévue pour Aaron, qui doit naître bientôt. Cependant, avant qu'elle n'accouche, une jeune femme, Alex, l'aide à s'évader malgré elle, et lui dit qu'ils projettent d'enlever son bébé. Danielle Rousseau ramène alors Claire au camp des survivants.
Ethan contacte Charlie et exige qu'il ramène Claire ou il tuera un à un les autres survivants. Lorsque Scott est retrouvé mort le matin suivant, les survivants en concluent qu'Ethan a mis sa menace à exécution. Le jour suivant Jack, Sayid, Locke, Sawyer, et Kate, tous armés de pistolets, partent à sa recherche. Ils utilisent Claire comme appât et espèrent prendre Ethan vivant mais, alors qu'Ethan vient juste d'être capturé par le groupe, Charlie s'empare d'un pistolet que Jack a laissé tomber, tire à six reprises sur Ethan et le tue, empêchant ainsi les survivants d'apprendre quoi que ce soit de lui.
Charlie justifia ainsi son geste : « il a mérité de mourir ».
En 2004, dans la réalité alternative dans laquelle tous les passagers du vol 815 ont atterri comme prévu à Los Angeles, l'île n'existe pas et n'a jamais existé, de ce fait Ethan Rom né Ethan GoodSpeed n'a jamais fait partie du Projet Dharma et travaille donc à Los Angeles comme docteur. Il s'occupe de Claire Littleton lorsque cette dernière est amenée par Kate à l'hôpital.